# Amolops minutus
Amolops minutus é uma espécie de anfíbio anuro da família Ranidae. Está presente no Vietname. Não foi ainda avaliada pela UICN.